# Raul Zucchetti
Raul Zucchetti (sinh ngày 28 tháng 1 năm 1998) là một cầu thủ bóng đá người Ý thi đấu cho câu lạc bộ Arconatese tại Eccellenza.

## Sự nghiệp câu lạc bộ
Anh có trận ra mắt Serie C cho AlbinoLeffe vào ngày 17 tháng 9 năm 2017 trong trận đấu gặp Santarcangelo.
Ngày 22 tháng 8 năm 2018, anh ký một hợp đồng thi đấu tạm thời với câu lạc bộ Imolese.
Ngày 30 tháng 8 năm 2019, anh gia nhập Gozzano.